# Elderen

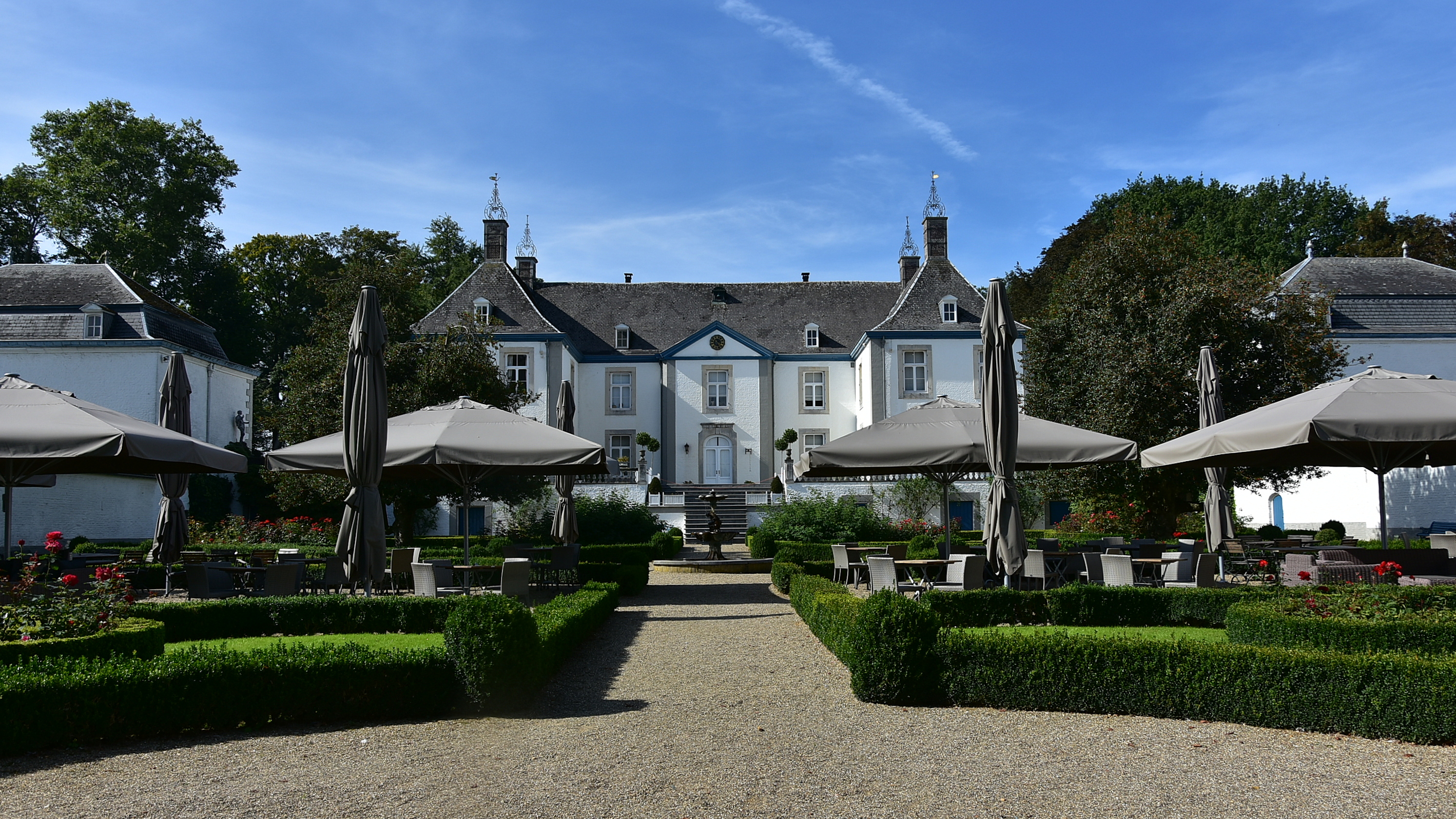
Kasteel Elderen

Elderen is een voormalige gemeente in het zuiden van de Belgische provincie Limburg. 
De gemeente Elderen werd opgericht in 1971 en bestond uit de toen opgeheven gemeenten 's Herenelderen, Genoelselderen en Membruggen en de gehuchten Klein-Membruggen van Grote-Spouwen en Ketsingen van Berg. In 1977 werd de gemeente reeds opgeheven; 's Herenelderen en Ketsingen werden bij Tongeren gevoegd terwijl Genoelselderen, Membruggen en Klein-Membruggen bij Riemst werden gevoegd.
Elderen was ook de oorspronkelijke Nederlandse naam van het naburige Waalse plaatsje Odeur. De naam Elderen komt van het domein Elder of Aldor, wat vanouds een allodiaal domein was en later een heerlijkheid onder het Graafschap Loon.